# Vitalavallen
Vitalavallen ligger i Vetlanda och är Vetlanda Fotbollsförenings hemmaarena sedan föreningens startade 1930. 
Vitalavallen har haft två större planomläggningar. Den första påbörjades sommaren 1934 och var klar den 20 oktober 1935. Den andra startade i maj 1950 och planen återinvigdes den 13 juli 1952. Den första omkädningspaviljongen byggdes 1937 på norra långsidan och den andra 1959 på den västra kortsidan. År 1960 revs de ursprungliga omklädningsrummen. 1975 gjordes en större om- och tillbyggnad av det befintliga klubbhuset. Vitalavallen utökades 1966 med en träningsplan, 2002 med en grusplan och slutligen 2005 med en s.k. "ungdomsplan" med måtten 70 x 50 meter.